# (1885) Herero
(1885) Herero est un astéroïde de la ceinture principale.

## Description
(1885) Herero est un astéroïde de la ceinture principale. Il fut découvert le 9 août 1948 à Johannesburg par Ernest Leonard Johnson. Il présente une orbite caractérisée par un demi-grand axe de 2,25 UA, une excentricité de 0,25 et une inclinaison de 5,7° par rapport à l'écliptique.

## Compléments